# Ferruccio Bernardis
Ferruccio Bernardis (Veglia, 1906 – Gorizia, 5 gennaio 1993) è stato un politico italiano.

## Biografia
Profugo con la famiglia a Gorizia nel 1918, qui frequenta il collegio Dante Alighieri e si sposta poi a Bologna dove si laurea in giurisprudenza nel 1928. Ufficiale degli alpini durante la seconda guerra mondiale, prende parte alla campagna italiana di Grecia.
Alla fine della guerra siede in consiglio comunale a Gorizia e il 13 novembre 1948 è eletto sindaco della città, primo sindaco democraticamente eletto dopo la fine della dittatura. Riconfermato per i successivi due mandati, resta in carica fino al 1961.
È considerato il «sindaco della rinascita della città». Deceduto nel gennaio 1993, nel 2008 gli è stata intitolata una via di Gorizia.